# 野々村紗夜
野々村 紗夜（ののむら さや）は、日本の女性声優。主にアダルトゲームに声をあてている。

## 出演
太字は主役・メインキャラクター。

### アダルトアニメ
- カルタグラ 〜ツキ狂イノ病〜（2009年、深水薫）

### アダルトゲーム

#### 2007年
- 家政夫鬼平 〜潜入!未亡人一家女体まみれ〜（野々宮小百合）
- 総務部庶務課性処理係 〜新人OL監禁レイプ〜（金村由貴）
- 姫さまっ、お手やわらかに!（国防長官）

#### 2008年
- 鬼畜の里 〜淫乱義母とヤンデレ妹〜（御影理緒）
- さかあがりハリケーン 〜LET'S PILE UP OUR SCHOOL!〜（津島光）
- 人妻女医 理子（如月亜美）
- Mywayなキミ（植島綾子）

#### 2009年
- 愛欲の半ば、陰と陽の慟哭 〜淫辱は制服の下に〜（座間香織理）
- 淫妖蟲 悦 〜怪楽変化退魔録〜（八鬼弥生）
- 大阪CRISIS 〜姦楽街開発プロジェクト〜（千林綾乃）
- 学園妖精テトラスター（瑪瑙小夜子、オニキスハート）
- 監禁肛姦 〜悲痛!初めてがおしりの穴だなんて〜（小泉真里奈）
- くのいち飛鳥 〜吉原遊郭奇談〜（おれん）
- 催眠学級（琴似春霞）
- 性喰体育教師 〜学園初出し生搾り〜（神宮麗子）
- なつドキ!ハーレム 〜親せき宅での悩める受験勉強〜（桐野静流）
- 夢喰い -つるみく式ゲーム製作-（北浜響子）
- ロイヤルスレイブ（コルネリア＝シュミット）
- ロイヤルスレイブ 第三章 淫落の王女（コルネリア＝シュミット）
- 牢獄のミスリート 〜復讐の淫薬調教〜（アフルシャート・F・ミスリート）

#### 2010年
- 晒され妻 〜ダメなのに恥辱に喘ぐ友人の母〜（桜井志保）
- しすたー・すきーむ2（梁川あまね）
- 揉乳学園・発情中（伊澄涼香）
- 妻みぐい ボイス追加ダウンロード版（蓮間香苗）
- HOUND -獣欲の買収者-（柴島葉月）
- 孕姫マリアンヌ（エリーゼ）
- 人妻 雪乃と… 〜妻がオンナに変わるとき〜（七瀬来夏）
- まるめる 〜ソウシンシャは@未来〜（西宮寺雅）
- 魍魎の贄（白柳瑞穂）
- リザイン RESIGN（黒沢夏美）
- 令嬢サディスティック 下克上コンスピラシー（佐治絵理香）

#### 2011年
- 朧小町（今井鏡子）
- 姦淫特急 満潮 〜悪夢の三週間〜（今宮笹音）
- 姦淫特急 松葉 〜肉欲のグルメ紀行〜（東三国志弦）
- グリザイアの果実（小出葎）
- 脅迫3 〜遙かに響く光と影の淫哀歌〜（相馬亜矢乃）
- 制服天使（神楽座麗）
- 種憑け村 〜白濁神、念仏講ノ儀〜（猪狩美里）
- ぬっぷぬぷ母娘みっくす! 〜ダブル母娘とラブラブペンション性活〜（浦沢凪紗）
- ハッピー・ハーレム・スクリプト 〜こんなにHな女の子が実在するワケがない!〜（椎堂由香里）
- みとどけびと 第壱話 真夏に咲いた秋桜（秋桜）
- 令嬢の秘蜜（香柴貴美枝）

#### 2012年
- 或ル家族ノ姦系図（堀越早苗）[1]
- グリザイアの迷宮（ギャレット大尉）
- 催眠学級HD（琴似春霞）[2]
- 真・蟻地獄（有馬志保）[3]
- 制服天使 DL版（神楽座麗）[4]
- 床屋のおばちゃん 〜丘の上のバーバー〜（三崎洋子）[5]
- HOTOTOGISU -滅せぬもののあるべきか-（高井田弥生）[6]
- マテリアルブレイブ（美甘萌）
- みとどけびと 第弐話 盛夏に違う二重想（秋桜）
- 夢喰い -つるみく式ゲーム製作- Re:dream（北浜 響子）[7]
- 俺と5人の嫁さんがラブラブなのは、未来からきた赤ちゃんのおかげに違いない!?（芳野月子）
- キスベル（堀之内清詞）
- MISTAKE×MISCAST（十和田綴）
- LOVELY QUEST（八乙女はつね）

#### 2013年
- お兄ちゃんにはぜったいに言えないたいせつなこと（柏原奈々子）
- マテリアルブレイブ イグニッション（美甘 萌）
- 売淫令嬢 〜周芳院櫻子の罪穢〜（周芳院 櫻子）[8]
- グリザイアの楽園（アニエス・ギャレット）[9]
- 逆王道（玉川 真弓）[10]
- ぜったいマジラブ!あまイチャはぷにんぐ! 〜姉妹×姉妹（しまいとしまい）でドキエロ性活!きゅんメロパワーを収集せよ!〜（日向 結菜）[11]
- サムライホルモン（三好晴海入道[12]）
- HOUND - Targeting Hunting -（柴島 葉月）[13]

#### 2014年
- Festival -つるみくウォーズ-（東三国 志弦）[14]
- 腐果の濡獄 〜蠢く妄執の連鎖……終わりのない饗宴〜（三津田 柚香）[15]
- 恋七夜（高原 優美子）[16]
- 麗華の館 〜催眠遊戯への招待状（神楽坂 麗華）[17]
- 虐襲5（ペルレ・ペルラ）[18]
- 蒼穹のクレイドル-人形学園調教記-（セレスティア）[19]
- 13人の麗しきケダモノ（瀬戸 聖）[20]
- Love Sweets（円城 みなも）[21]
- 淑母の疼き 〜人妻、未亡人の熟れた身体と甘い吐息〜（皐月 理恵）[22]
- 神剣戦隊ブレイドレンジャー 〜戦闘員の野望〜（闇染 ライラ）[23]
- 超催眠術学園（小路 猿子）[24]
- PURE×LOVER -姉と幼なじみとH（ハーレム）なカンケイ-（支倉 琴子）[25]
- 孕マリッジ 〜食べごろボディは妊娠中!?〜（当麻 喜久菜）[26]
- もしも用務員のおじさんが催眠を覚えたら… 〜女教師を淫らに堕とす、肉欲の法悦催眠〜（東ヶ崎 董子）[27]
- 孕辱の王妃とその姫君（マルディエ）[28]
- 熟バレー〜シゴキ扱かれる熟れた人妻達〜（三葉 菜摘）[29]
- 偽骸のアルルーナ（ラウリエ）[30]
- 先輩の奥さんに誘惑されて、身も心も寝取る話（風間 亜衣）[31]
- ガチンコ!ビッチクラブ（竹原 優里愛）[32]
- 爆乳女捜査官（真行寺 ミホ）[33]
- 七姫コレクション Princess Collection 〜美しき巨乳姫と人類最強の男〜（ホノメ）[34]
- BunnyParadise ばにぱら〜恋人全員バニー化計画〜（天江 こずえ）[35]
- 螢火ノ少女（九十九 楓）[36]
- 巨乳人妻女教師催眠・携帯アプリでセックス中毒!（大門 奈緒子）[37]
- ハーレムめいと（姉御タイプ）[38]
- 神骸魂装姫ヤクモ（設楽 稀）[39]

#### 2015年
- 巨乳人妻女教師催眠・携帯アプリでセックス中毒!（大門 奈緒子）[40]
- 気取った女に不細工遺伝子を種付けさせろっ!!（剣持 詩織）[41]
- シロガネ×スピリッツ!（兎月 時子）[42]
- 奪again 〜人の妻、また売ります〜（岡田 涼子）[43]
- 神楽花莚譚（武居 涼香）[44]
- お母さんの甘々タイム〜お風呂でマッサージ〜（ママ）[45]
- 爆乳セレブ妻・お触り車両「イヤ、ダメ、触らないで!これ以上されたら……」（有原 清香）[46]
- プレイ!プレイ!プレイ!屍（能條 仁美、衛藤 みり愛）[47]
- ぷれい! ぷち! 妊（高柳 夕夏）[48]
- 先輩と上司と後輩の奥さんを身も心も寝取る話 ～アフターストーリー＆ハーレムシナリオ～（風間 亜衣）
- 虐襲5 エクストラシナリオ（ペルレ・ペルラ）[49]
- 聖騎士セルシア ～悪辣たる姫君～（アイッシュ・フォルズワルド）[50]
- ナデレボ!（椿 天音）[51]
- ちんくる★ツインクル フェスティバル!（吉谷 玖璃珠）[52]
- 巨乳令嬢MC学園（久我 友里子）[53]

#### 2016年
- GEARS of DRAGOON2 ～黎明のフラグメンツ～（サフィーナ）[54]
- 鉄と裸（ノエル=シルヴェール）[55]
- 催眠スイッチ ～教師の卑劣な罠～（桑原 結衣）[56]
- なまラブ（海老原 茉梨）[57]
- 魔装の国のアリス Alice in Immoral-Land（ルイス）[58]
- はらかつ! ～気になるあの子と子作りエッチ～（宇美 紀梨香）[59]
- 龍堂寺士門の淫謀（竜崎 さやか）[60]
- 神楽訪神歌（武居 涼香）[61]
- 催眠委員長（図書委員長・女子学生B）[62]
- ままはは（名取 美雪）[63]
- HOTOTOGISU ～ULTRA PATRIOT～（高井田 弥生）
- シンソウノイズ ～受信探偵の事件簿～（桂 英子）[64]
- 恋は夢見る妄烈ガール!（猫城 エリカ）[65]
- 巨乳大家族催眠「家族みんなでイキまくるセックスがやめられないのぉ」（桜空 ななえ）[66]

#### 2017年
- 姦獄城 ～淫虐の支配～（アスガルド・ミラマーレ）[67]
- 性反転症の「俺」が「私」になるまで（保科 稟）[68]
- 巫リナ淫靡譚（立花 皐月）[69]
- 脅淫ノ電鎖 ～差し出し人不明の狂喝通知～（舵谷 鏡子）[70]
- しゅがてん! -sugarfull tempering-
- ハニーセレクト ～パーティー～（妖艶）
- 筆下ろし姫と初竿契約（朱沢 未奈美）
- 龍堂寺士門の淫謀 アニメ追加版（竜崎 さやか）
- 童貞喰い ～人妻の飽くなき淫欲～（飯束 詩穂）

- チチガミサマのいうとおりっ!（チチガミサマ）
- 催眠艶魔帳 ～記憶にない生活指導～（蜂屋 綾女）
- BLADE×BULLET 金輪のソレイユ（シュベルトライテ・凶華）
- 透明人間 挿れ喰い仲三（樋山 響子）
- アオイトリ（赤錆 理沙）
- 絆きらめく恋いろは（朱雀院 都子）
- 戯ィ牙 ～ファンリューゲ†クリフォト～（郡司 山桜桃）

#### 2018年
- イケない人妻たち ～どうしても我慢できなくて～（直井 絵梨香）
- 消えた世界と月と少女（御石 雛子、佐陀湖 十一）
- バタフライシーカー（関本 美園、勝間 美奈代）
- コイカツ!（お嬢様、ギャル）
- ママ隷奴 vol.2 夏子ママ編 ～ボクがヤらなきゃ、誰かにママがヤられちゃうっ!?～（香坂 夏子）
- 鉄と裸 -Fairies Falldown-（ノエル=シルヴェール）
- 人妻ざかりの性指導（賀原 夏希）
- ラズベリーキューブ
- 異世界に召喚された俺は寝取られスキル持ちだった!?（ヴィクトリア・ヴァレン）
- 巫リナ淫靡譚 -外伝- 立花皐月編 第一章 豚男編（立花 皐月）
- 熟した果実たち ～ママ隷奴・完全版～（香坂 夏子）
- 巫リナ淫靡譚 -外伝- 立花皐月編 第二章 操り蠢く触手編（立花 皐月）
- 巨乳エルフ母娘催眠 「はい……人間様のオチ○ポを母娘でしゃぶらせていただきます……」（ディネリンド）

#### 2019年
- 絆きらめく恋いろは -椿恋歌-（朱雀院 都子）
- イブニクル2（ゼロ）
- お姉さん先生 ～補習授業のエッチな先生～（社 智美）
- 女忍者アズサvsオーク3 ～淫獣たちの王国～（アイリス・スプリングフィールド）
- 家属 ～母と姉妹の嬌声～（渡瀬 乙葉）
- 淫蹂の号砲（ビルギット＝フォン＝ウェルビム）
- おかずのためのシーン鑑賞 女子校生編 Vol.1（梁川 あまね）
- 姦淫特急連結セット ～肉欲のクルーズトレインの旅～（東三国 志弦、今宮 笹音）
- 魔王の娘と外道勇者 ～紅の瞳と白き淫濁～（マスティマ）

#### 2020年
- 淫行客船渦潮 ～奈落のクルーズ～（春木 孝子）[71]
- 紅月ゆれる恋あかり（朱雀院 都子）[72]

#### 2021年
- LiLiM Premium BOX 2 -旋風雷牙-（郡司 山桜桃）
- 熟した果実たち ～ママ隷奴・完全版～ アニメーション追加版（香坂 夏子）
- コイカツ！サンシャイン（ギャル/お嬢様）

#### 2022年
- 寝取られプリンセス 〜姫も女王も女騎士も、気付いた時には寝取られ済み〜（ナディア=リベルライン=エリュート）
- 奪通 NTR配達サービス営業中（高瀬 麗花）
- Spoofing -莉帆のなりすまし調査-（佐江木 澪那）

#### 2023年
- 虜囚の女ヒーロー 〜怪人たちとの闇の狂宴〜（レディ・バイオレット）

#### 2024年
- ムジナ（氷村雅）
- 朱雀四重奏 -"最強"ノ刀姫-（朱雀院 椿）

#### 2025年
- NTRマンション 純真サレ妻はタワマン不倫の沼へ沈む（三辻 花織子）

### 同人作品
- 最強女騎士を異常快楽漬け 〜王を人質に強制アクメ地獄〜（リファ・フォルン）
- ショタコン寮母さんに可愛がられる素晴らしき日々（新垣 咲）[73]
- ポーチャメイダー 潰せオークエンパイア! 世界豚人間計画!!（尾矢 詩織、チョーニュメイダー）

### ソーシャルゲーム
- Quiz of Walkure（メーマ、すめらぎ、キュピア、みずく）[74]
- 戦乱プリンセス（斉藤道三、雑賀孫市、服部半蔵、俵屋宗達、峰丸、平手政秀、大久保利通）
- 宝石姫 JEWEL PRINCESS（アクアマリン、クイーンコンクシェル）
- 要塞少女（シズ）